# Nakba
Nakba (em árabe النكبة, literalmente "catástrofe" ou "desastre") refere-se à limpeza étnica de árabes da Palestina, a partir de 1947 até o presente. Este processo se dá por meio de expulsões violentas e desapropriação de terras, propriedades e pertences, juntamente com a destruição de sua sociedade e tentativas de apagamento da cultura, identidade, direitos políticos e aspirações nacionais palestinas. O termo abrange a fragmentação da sociedade palestina e a rejeição, por parte do estado de Israel, do direito de retorno dos refugiados palestinos e seus descendentes.
Durante os eventos fundadores da Nakba em 1948, aproximadamente metade da população predominantemente árabe da Palestina, ou cerca de 750.000 pessoas, foram expulsas de suas casas ou forçadas a fugir por vários meios violentos, primeiro por grupos paramilitares sionistas e, após o estabelecimento do Estado de Israel, por seus militares. Em um período de sete meses, mais de 500 cidades, vilas e bairros urbanos de maioria árabe foram despovoados. Muitos dos assentamentos palestinos foram completamente destruídos ou repovoados por judeus e receberam novos nomes hebraicos. Israel empregou táticas de guerra biológica contra palestinos envenenando poços de aldeias. Ao final da guerra, em 1949, 78% da área total da antiga Palestina Mandatária era controlada por Israel.
A narrativa nacional palestina vê a Nakba como um trauma coletivo que define a identidade nacional e as aspirações políticas dos palestinos. A narrativa nacional israelense vê a Nakba como um componente da Guerra da Independência que estabeleceu a soberania do estado de Israel. Israel nega as atrocidades cometidas, alegando que muitos dos palestinos expulsos partiram voluntariamente ou que sua expulsão foi necessária e inevitável. A negação da Nakba tem sido cada vez mais questionada desde a década de 1970 na sociedade israelense, particularmente pelos Novos Historiadores, embora a narrativa oficial não tenha mudado.
15 de maio é celebrado por palestinos em diferentes países como o Dia da Nakba, relembrando os eventos do dia posterior ao Dia da Independência de Israel. Em 1967, após a Guerra dos Seis Dias, ocorreu outra série de êxodos palestinos; esses eventos ficaram conhecidos como Naksa (lit. 'Revés'), e também tem seu próprio dia comemorativo, 5 de junho. Em fevereiro de 2010, o Assembleia Legislativa israelense aprovou uma lei que criminaliza manifestações públicas em território pertencente ao estado de Israel no dia 15 de maio.

## Durante os Mandatos Otomano e Britânico (antes de 1948)
As raízes da Nakba remontam à chegada dos sionistas na Palestina Otomana no final do século XIX. Os sionistas tinham como objetivo criar um estado judeu na Palestina através da compra da maior quantidade de terras possível, para que restasse o mínimo possível de árabes palestinos na região. Durante o final do século XIX e o início do século XX, extensas áreas foram adquiridas por meio de organizações como o Fundo Nacional Judeu (FNJ, fundado em 1901) e a Companhia de Desenvolvimento de Terras da Palestina (fundada em 1920 como órgão do FNJ) ambas sob controle direto da Organização Sionista Mundial. A Associação de Colonização Judaica da Palestina, conhecida pelo acrônimo em iídiche PICA, estabelecida pelo Barão Edmond de Rotschild em 1924, adquiriu 50 mil hectares na Palestina até 1957. Quando os britânicos anunciaram seu apoio oficial ao sionismo na Declaração Balfour de 1917, durante a Primeira Guerra Mundial, a população da Palestina era de cerca de 750.000 habitantes, aproximadamente 94% árabes e 6% judeus.

#### Acordo britânico com Hussein bin Ali (1915) e Acordo Sykes-Picot (1916)
Em 11 de novembro de 1914, o sultão Maomé V do Império Otomano declarou jihad ("guerra santa") contra os Aliados e convocou o apoio de muçulmanos do mundo todo. Com o objetivo de conquistar os árabes que viviam sob seu domínio (principalmente os 70 milhões de muçulmanos que viviam na Índia Britânica), o Império Britânico concordou em reconhecer a independência de um estado árabe no Oriente Médio após o fim da Primeira Guerra. Este acordo foi documentado nas correspondências entre o xarife de Meca, Hussein bin Ali, e o tenente-coronel Sir Henry McMahon, que ocorreu entre junho de 1915 e março de 1916.
Em cumprimento do acordo firmado com o governo britânico, Hussein bin Ali liderou uma revolta contra o Império Otomano, em junho de 1916. A Revolta Árabe teve sucesso em expulsar a presença militar otomana de grande parte do Hejaz e da Transjordânia.  Em 1918 os rebeldes árabes haviam capturado Damasco e proclamado o Reino Árabe da Síria. O governo britânico jamais cumpriria sua parte do acordo.
Porém, menos de três semanas antes do início da Revolta Árabe, os governos do Reino Unido, França e Rússia firmaram secretamente o Acordo Sykes-Picot, que Arthur Balfour descreveria mais tarde como um "método totalmente novo" para dividir o Oriente Médio depois de o acordo com o xarife "ter sido aparentemente esquecido". Sykes-Picot atribuiu ao Reino Unido o controle do que é hoje o sul de Israel e da Palestina, Jordânia e o sul do Iraque, e uma pequena área adicional que incluía os portos de Haifa e Acre para permitir o acesso ao Mediterrâneo. A França controlaria o sudeste da Turquia, a região do Curdistão, a Síria e o Líbano.
O Mandato Britânico da Palestina teve início em 1920. Nessa época, a população judaica na região havia crescido para cerca de 10%. Tanto a Declaração Balfour quanto o Mandato da Palestina referiam-se aos 90% da população árabe como "comunidades não-judaicas existentes".

#### Pós-Segunda Guerra Mundial
Depois da Segunda Guerra Mundial e do Holocausto, em fevereiro de 1947, os britânicos declararam que encerrariam o Mandato e submeteriam o futuro da Palestina à recém-criada Organização das Nações Unidas. O Comitê Especial das Nações Unidas para a Palestina (UNSCOP) foi criado em 15 de maio e, em setembro apresentou um relatório à Assembleia Geral da ONU recomendando a partilha do território. Os palestinos e a maior parte da Liga Árabe se opuseram à partilha. Os sionistas aceitaram a partilha, mas secretamente planejavam expandir as fronteiras de Israel para além do que lhe havia sido atribuído pela ONU. No outono de 1947, Israel e Jordânia, com a aprovação britânica, concordaram secretamente em dividir entre si as terras atribuídas à Palestina após o fim do Mandato Britânico.

Em 29 de novembro de 1947, a Assembleia Geral aprovou a Resolução 181 (II) – o Plano das Nações Unidas para a partilha da Palestina. A sessão foi presidida pelo diplomata gaúcho Oswaldo Aranha, que também participou ativamente nas negociações que antecederam a sessão. Na época, os árabes constituíam cerca de 65% da população e possuíam cerca de 90% das terras, enquanto os judeus constituíam entre 25 e 30 % da população e possuíam cerca de 7% das terras. O plano de partilha da ONU garantiu ao estado de Israel a posse de cerca de 55% das terras, cuja população era composta aproximadamente de 500.000 judeus e 400.000 árabes. A Palestina recebeu os restantes 45% do território, onde a população era de cerca de 750.000 árabes e 10.000 judeus. Jerusalém e Belém seriam um corpus separatum governado internacionalmente, com uma população de cerca de 100.000 árabes e 100.000 judeus.

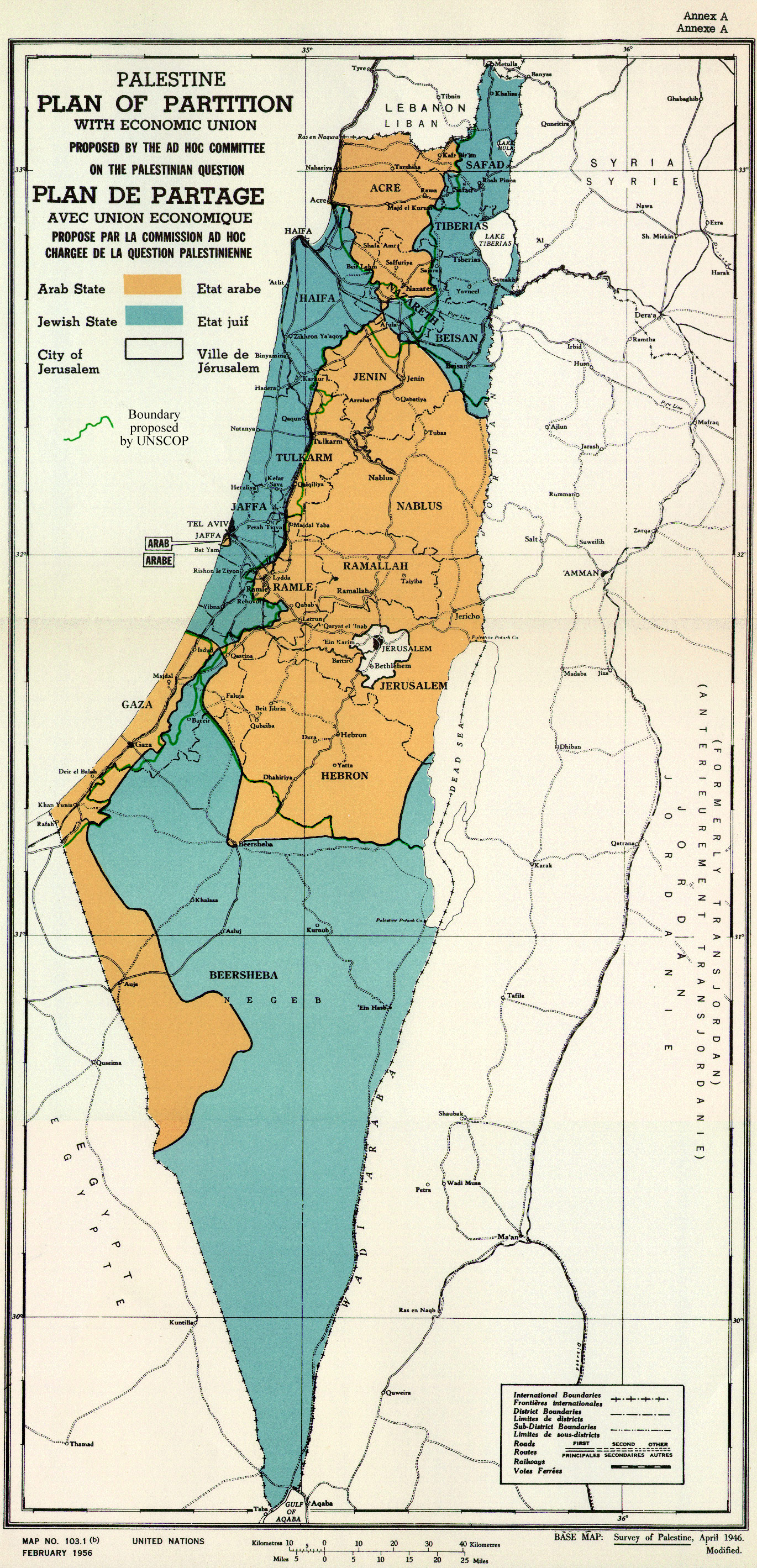
Mapa do Plano de Partilha da Palestina em novembro de 1947.

O plano de partilha foi considerado pró-sionista pelos seus detratores, com 56% das terras alocadas ao estado de Israel, apesar de a população árabe palestina ser o dobro da população judaica na época. O plano foi celebrado pela maioria dos judeus na Palestina, com líderes sionistas, em particular David Ben-Gurion, considerando-o um importante avanço estratégico para a futura expansão do estado israelense sobre todo o território palestino. O Comitê Superior Árabe, a Liga Árabe e outros líderes e governos árabes rejeitaram o plano, alegando que, além de os árabes constituírem uma maioria de dois terços, possuíam a maioria das terras. Eles também indicaram relutância em aceitar qualquer forma de divisão territorial imposta, argumentando que tal divisão violava os princípios de autodeterminação nacional da Carta das Nações Unidas, que garante aos povos o direito de decidir seu próprio destino, e anunciaram sua intenção de tomar todas as medidas necessárias para impedir a implementação da resolução.

## Nakba de 1948
Os fatos centrais do que aconteceu na Nakba durante a Guerra da Palestina de 1948 estão bem documentados e são amplamente aceitos pela maioria dos historiadores israelenses, palestinos e de outras nacionalidades.
Durante a guerra de 1948 cerca de 750.000 palestinos — mais de 80% da população que vivia no território do que viria a ser o Estado de Israel — foram expulsos ou fugiram de suas casas e se tornaram refugiados. Onze cidades árabes e mais de 500 aldeias foram destruídas ou despovoadas. Milhares de palestinos foram mortos em dezenas de massacres. Cerca de uma dúzia de estupros de palestinos por forças militares israelenses regulares e irregulares foram documentados, e há suspeitas de mais. Os israelenses usaram táticas de guerra psicológica para amedrontar os palestinos e fazê-los fugir, incluindo violência direcionada, campanhas de rumores, transmissões de rádio e vans com alto-falantes. Soldados e civis israelenses saquearam casas, empresas, fazendas, obras de arte, livros e arquivos palestinos.

### 1947-1948: O início da guerra civil
Após a adoção do Plano de Partilha da Palestina pela Assembleia Geral das Nações Unidas, em 29 de novembro de 1947, as manifestações de alegria da comunidade judaica contrastavam com os protestos de residentes árabes em todo o país.
Em 19 de novembro de 1947 o grupo terrorista zionista Lehi assassinou cinco palestinos em um caso que ficou conhecido como assassinato da família Shubaki. Em retaliação a esse massacre, sete colonos judeus foram mortos em 30 de novembro de 1947 em dois ônibus perto de Fajja. Estes eventos são amplamente considerados como o início da Guerra Civil no Mandato da Palestina.
Uma onda de violência tomou conta do país, prenunciando uma guerra civil entre as duas comunidades. As forças britânicas não intervieram para pôr fim à escalada da violência. Quando o conflito começou, os palestinos já haviam começado a fugir, esperando retornar após a guerra.:119 O massacre e a expulsão de árabes palestinos e a destruição de aldeias começou em dezembro, incluindo massacres em Al-Khisas (18 de dezembro de 1947) e Balad al-Shaykh (31 de dezembro). Em março, entre 70.000 e 100.000 palestinos, principalmente elites urbanas de classe média e alta, haviam sido expulsos ou fugido.:119 

#### Plano Dalet
Em 5 de abril de 1948, o primeiro-ministro israelense David Ben-Gurion ordenou o início da implementação do Plano Dalet, uma ofensiva em larga escala cujo objetivo era conquistar território e expulsar quaisquer habitantes palestinos. Durante a ofensiva, Israel capturou e expulsou moradores de terras que haviam sido alocadas aos palestinos de acordo com a resolução de partição da ONU. Entre 30 de março e 15 de maio de 1948, mais de 200 aldeias palestinas foram destruídas. Na primeira operação do Plano Dalet, forças do Irgun e do Lehi cometeram o massacre de Deir Yassin. Importantes cidades palestinas foram despovoadas, incluindo Tiberíades (18 de abril), Haifa (23 de abril), Acre (6 a 18 de maio), Safed (10 de maio), Jafa (13 de maio), e o bairro árabe-palestino em Jerusalém Ocidental (24 de abril).
O Plano Dalet marcou o início do uso de táticas de guerra biológica por Israel, que passou a envenenar o abastecimento de água de certas cidades e vilas. Em maio, uma dessas operações causou uma epidemia de febre tifoide em Acre, enquanto outra tentativa de envenenamento em Gaza foi frustrada pelos egípcios.
Em 14 de maio, o Mandato Britânico terminou formalmente, as últimas tropas britânicas começaram a partir e Israel declarou independência. Nesse ponto do conflito, a sociedade palestina estava destruída e mais de 300.000 palestinos haviam fugido ou sido expulsos.
Sob intensa raiva pública devido às perdas palestinas e buscando tomar o território palestino para si, os estados da Liga Árabe, com exceção da Jordânia decidiram entrar no conflito após a saída britânica. No entanto, os exércitos dos estados recém-independentes da Liga Árabe ainda estavam fracos e despreparados para a guerra, e nenhum dos estados da Liga Árabe estava interessado no estabelecimento de um estado palestino independente. Nem o rei expansionista Abdullah I da Jordânia nem os britânicos queriam o estabelecimento de um estado palestino independente.

### Maio a Outubro de 1948: Conflito entre o Estado de Israel e a Liga Árabe
Em 15 de maio, os exércitos da Liga Árabe entraram no território da antiga Palestina Mandatária, dando início à Guerra Árabe-Israelense de 1948, e à segunda metade da guerra da Palestina de 1948. Após o fim do Mandato, Israel confiscou mais território que pertencia ao estado palestino de acordo com o plano de partição da ONU, e as expulsões, massacres e a destruição de aldeias em áreas rurais aumentaram. O massacre de Tantura foi cometido entre 22 e 23 de maio.
A primeira trégua entre Israel e as nações da Liga Árabe foi assinada no início de junho e durou cerca de um mês. No verão de 1948, Israel começou a implementar políticas anti-repatriação para impedir o retorno dos palestinos às suas casas. Um Comitê de Transferência coordenou os esforços para impedir o retorno palestino, o que incluiu a destruição de aldeias, o repovoamento de aldeias árabes com imigrantes judeus, o confisco de terras e a disseminação de propaganda desencorajando o retorno. Durante os dez dias de novos combates entre Israel e os estados árabes após a primeira trégua, mais de 50.000 palestinos foram expulsos de Lida e Ramla (9 a 13 de julho). Uma segunda trégua foi assinada em meados de julho e durou até outubro.[88] Durante as duas tréguas, os palestinos que retornaram às suas casas ou plantações, rotulados como "infiltrados" pelos israelenses, foram mortos ou expulsos.

### Outubro de 1948 a julho de 1949
Expulsões, massacres e a expansão israelense continuaram no outono de 1948.[93] Durante esse período ocorreu o despovoamento de Bersebá (21 de outubro),[94] o massacre de al-Dawayima (29 de outubro) e o massacre de Safsaf (também em 29 de outubro). Em outubro, Israel converteu os governos militares temporários que governavam os árabes palestinos em Israel em um governo militar formal. O novo sistema controlava quase todos os aspectos de suas vidas, incluindo toques de recolher, restrições de viagem, restrições trabalhistas e outras restrições econômicas, detenções arbitrárias e outras punições, além de controle político. A lei marcial, que durou até 1966, foi usada pelas autoridades israelenses para encontrar palestinos que retornavam para suas casas e expulsá-los ou matá-los, impedindo que os palestinos repovoassem suas aldeias e garantindo a posse do território que era, de acordo com o plano de partilha da ONU, pertencente ao estado palestino.
A maior parte dos combates entre Israel e os estados árabes terminou no inverno de 1948. Em 11 de dezembro de 1948, a ONU aprovou a Resolução 194, que declarou que os palestinos deveriam ter permissão para retornar às suas casas e ser indenizados por bens perdidos ou danificados. A Resolução também estabeleceu a Comissão de Conciliação das Nações Unidas. Armistícios que encerraram formalmente a guerra foram assinados entre fevereiro e julho de 1949, mas massacres e expulsões de palestinos continuaram a acontecer.
Ao final da guerra, a Palestina estava dividida e os palestinos dispersos. Israel possuía cerca de 78% do território da Palestina, incluindo os 55% que lhe foram atribuídos pelo plano de partilha da ONU e cerca de metade das terras atribuídas ao estado palestino. A Cisjordânia e a Faixa de Gaza, que não estavam sob controle israelense, agora eram controladas pela Jordânia e pelo Egito, respectivamente. A capital, que deveria ser governada internacionalmente (corpus separatum), estava agora dividida entre uma Jerusalém Ocidental controlada por Israel e uma Jerusalém Oriental controlada pela Jordânia. Israel, com suas fronteiras expandidas, foi admitido como membro das Nações Unidas em maio de 1949.
Cerca de 156.000 palestinos permaneceram vivendo em Israel sob regime militar, incluindo muitas pessoas deslocadas internamente. Os aproximadamente 750.000 palestinos que foram expulsos ou fugiram de suas casas agora viviam em campos de refugiados na Cisjordânia, Faixa de Gaza, Jordânia, Síria e Líbano. Nenhum foi autorizado a retornar. Nenhum estado palestino foi criado.

## O Nakba depois de 1948

### Período da lei marcial (1949-1966)
A Nakba continuou após o fim da guerra em 1949. Israel impediu o retorno de refugiados palestinos de fora de Israel, descumprindo a Resolução 194 da ONU. Palestinos continuaram a ser expulsos, e mais cidades e vilas palestinas foram destruídas e substituídas por assentamentos israelenses. Nomes de lugares palestinos e o próprio nome "Palestina" foram removidos de mapas e livros.
Massacres de palestinos também continuaram após a guerra. Sessenta e nove palestinos foram mortos no massacre de Qibya em 1953. Alguns anos depois, 49 palestinos foram mortos no massacre de Kafr Qasim, no primeiro dia da Crise de Suez em 1956.
Os palestinos em Israel permaneceram sob estrita lei marcial até 1966.

### Período da Naksa (1967-1986)
Durante a Guerra dos Seis Dias em 1967, centenas de milhares de refugiados palestinos foram expulsos da Cisjordânia, Gaza e Jerusalém Oriental. A maioria foi expulsa para a Jordânia. Esse evento ficou conhecido como al-Naksa (o "revés"). Após a guerra, Israel ocupou a Cisjordânia e a Faixa de Gaza.
Cerca de dois mil palestinos foram mortos em um massacre liderado pela Frente Libanesa no Cerco de Tel al-Zaatar em 1976, durante a Guerra Civil Libanesa. Refugiados palestinos no Líbano foram mortos ou deslocados durante a Guerra do Líbano de 1982, incluindo os  mortos no massacre de Sabra e Chatila, cujos números de vítimas fatais variam entre 800 e 3.500.

## Imagens dos campos de refugiados palestinos, 1948

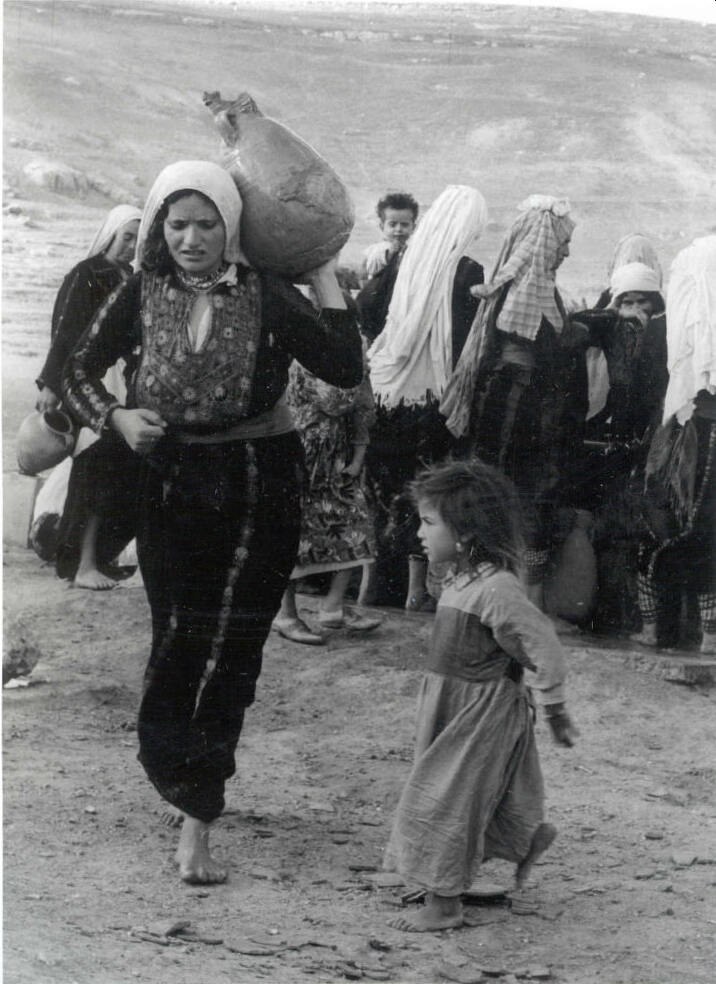
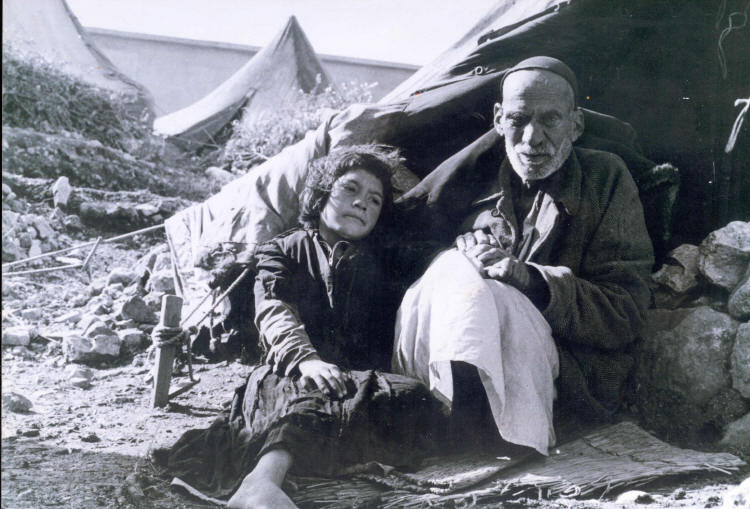
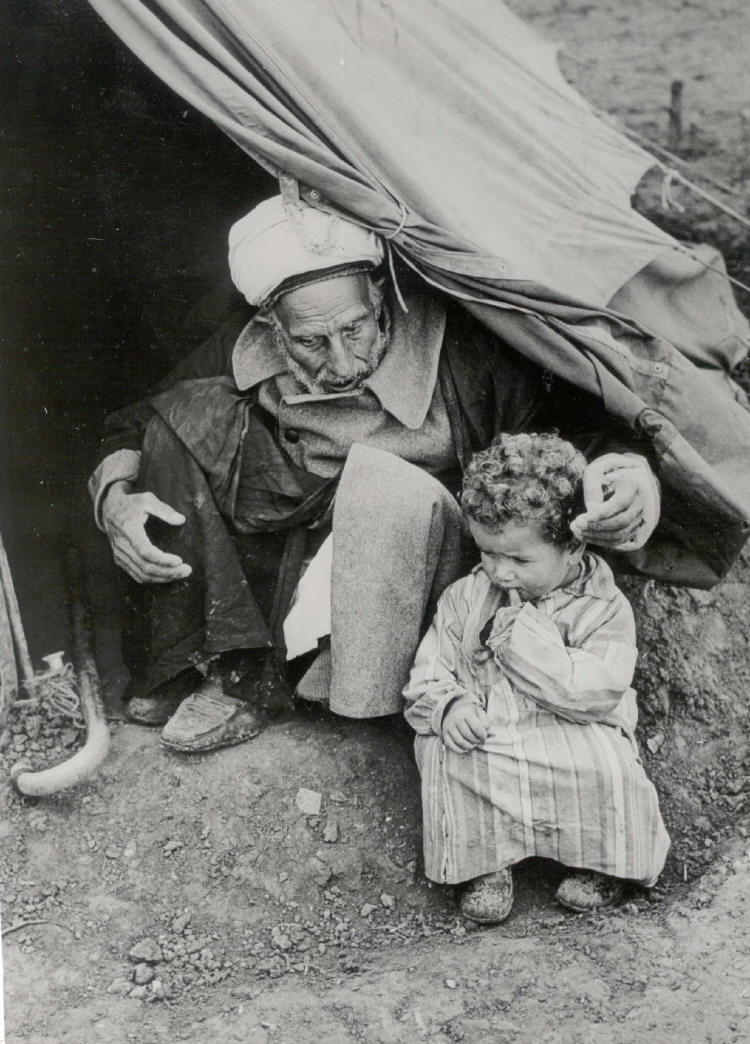